# Acteon szigetcsoport
Az Acteon szigetcsoport (franciául: îles du groupe Actéon) egy szigetcsoport a Dél-Csendes-óceánon. A terület politikailag Francia Polinéziához tartozik. A Csalódás szigetcsoport a Tuamotu-szigetek egyik alcsoportja, amely kis korálszigetekből áll.
A Tuamotu-szigeteket legelőször a polinéziai emberek népesítették be, akiknek közös kultúrájuk van és nyelvük. Az Acteon szigetcsoport a Tuamotu-szigetekhez tartozik, a csoport legdélkeletibb, elszigetelt részén.
Az Acteon csoport négy viszonylag kis területű atollból áll:
- Matureivavao
- Tenararo
- Tenarunga
- Vahanga

A szigetcsoport Tahititől 1400km-re található délkeletre. Legkeletibb szigete Matureivavao és a legnyugatibb Tenararo. A kettő között lévő távolság mindössze 40 km. Egyik szigeten sem élnek emberek.

## Története
Az Acteon szigetcsoportot a nyugat számára először Pedro Fernández de Quirós portugál hajós fedezte fel 1605. február 5-én. Jellemzése szerint a négy szigetet kókuszpálmák díszítették. Az utazását leíró különböző szövegek "Las Cuatro Coronadas", "Las Cuatro Hermanas" és "Las Anegadas" néven említik a szigetcsoportot.
A szigetcsoport felfedezését mégis általában Thomas Ebrill, brit kereskedő nevéhez szokták kötni, aki a tahiti kereskedőhajó, az Amphitrite kapitánya volt. Ő 1833-ban járt a szigeteken. A csoport nevét mégis Lord Edward Russell adta négy évvel később, aki az Actaeon hajó kapitánya volt.
1983-ban az atollokon súlyos pusztítást végzet egy trópusi ciklon.

## Közigazgatás
Közigazgatásilag a négy atoll a Gambier-szigetek települési önkormányzathoz (commune) tartozik.

## További információ
- Története(franciául)